# エイランタイ
エイランタイ（依蘭苔、学名:Cetraria islandica）は、
ウメノキゴケ科に属する地衣類の一種。イスランドゴケ・アイスランドゴケとも呼ばれる。淡い栗色であることが多いが変異も大きく、全体的に灰白色となることもある。高さ8-10 cm程度に成長する。葉状体は丸まって管状となり、その先端は平たく、縁は房状になる。

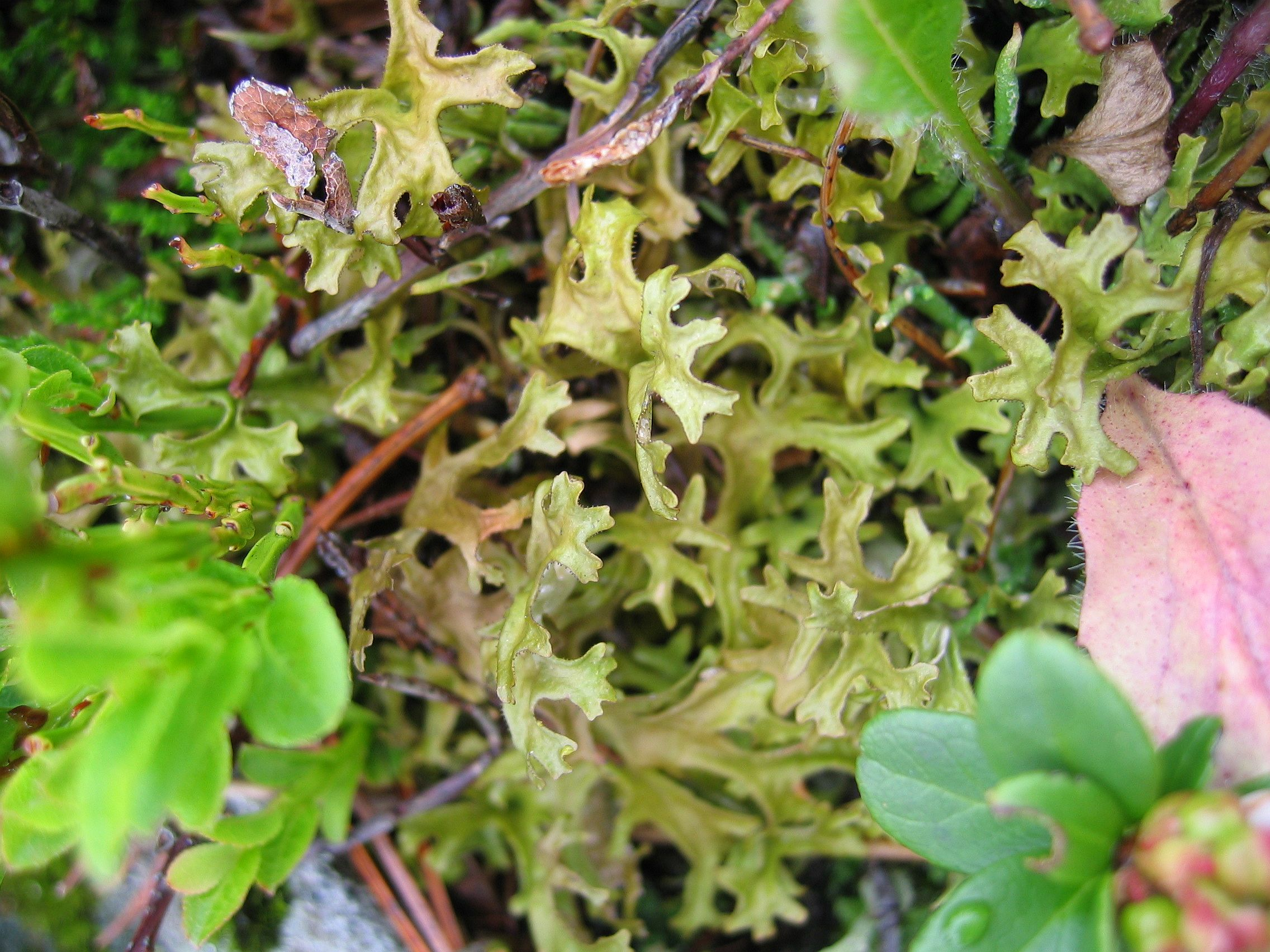

## 分布
北国の山岳地帯に豊富で、特にアイスランドの北部・西部に広がる溶岩斜面・平野に特徴的である。イギリスや北欧にも見られる。北米では北極圏に広く分布し、アラスカからニューファンドランド島、ロッキー山脈南部のコロラドまで、またアパラチア山脈にも生育する。

## 利用
生薬として販売されているものは、通常色褪せて薄灰色となっており、わずかに苦味を持つ。重量の70%はデンプンの異性体であるリケナン（地衣デンプンの一種）であり、他にクロロフィル類縁体 (thallochlor) ・フマル酸・lichenostearic acid・セトラル酸（苦味の原因）などを含む。リケステリン酸・プロトリケステリン酸なども含まれる。デンプンの代用などとしても用いられる。
生薬としての需要量は多いが、アイスランドでは民間薬・伝統食材として少量が用いられるのみである。伝統的にはパン・粥・スープなどの原料として広く用いられていた。また、セトラル酸はエタノールに易溶、水・エーテルに微溶の苦い白色粉末であるが、苦味強壮薬・緩下剤として1回に 0.1 - 0.25 g 程度用いられる。伝統的には胸部疾患に対して用いられた。

## 画像

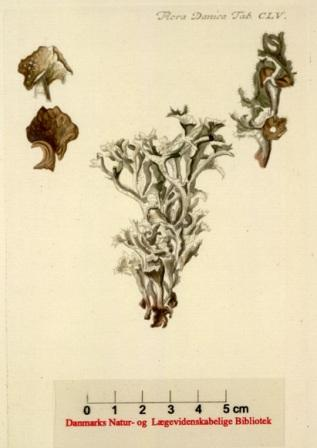
18世紀の植物学図録 Flora Danica より、本種の版画
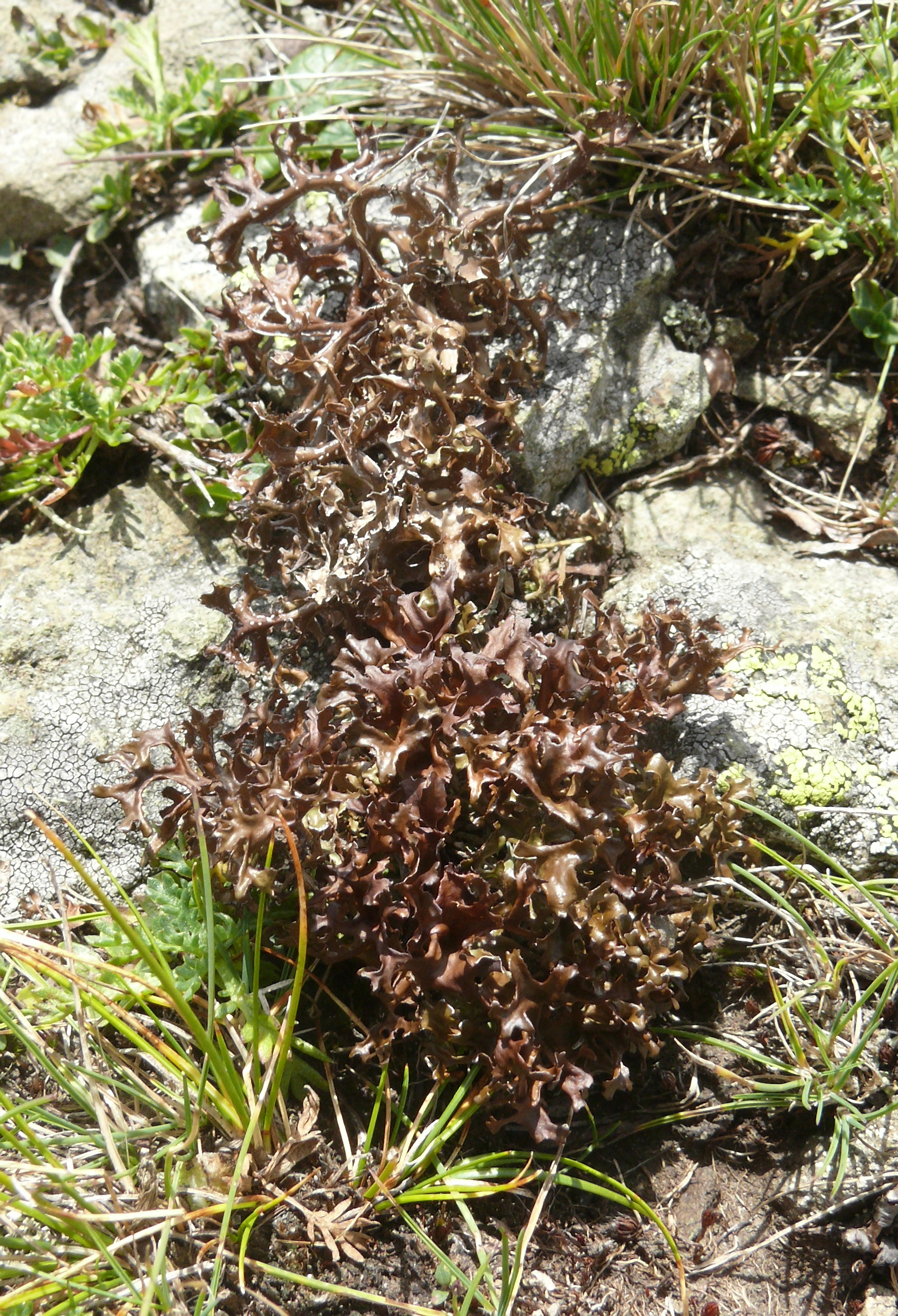
イタリア、Sarntaler Alpenで撮影
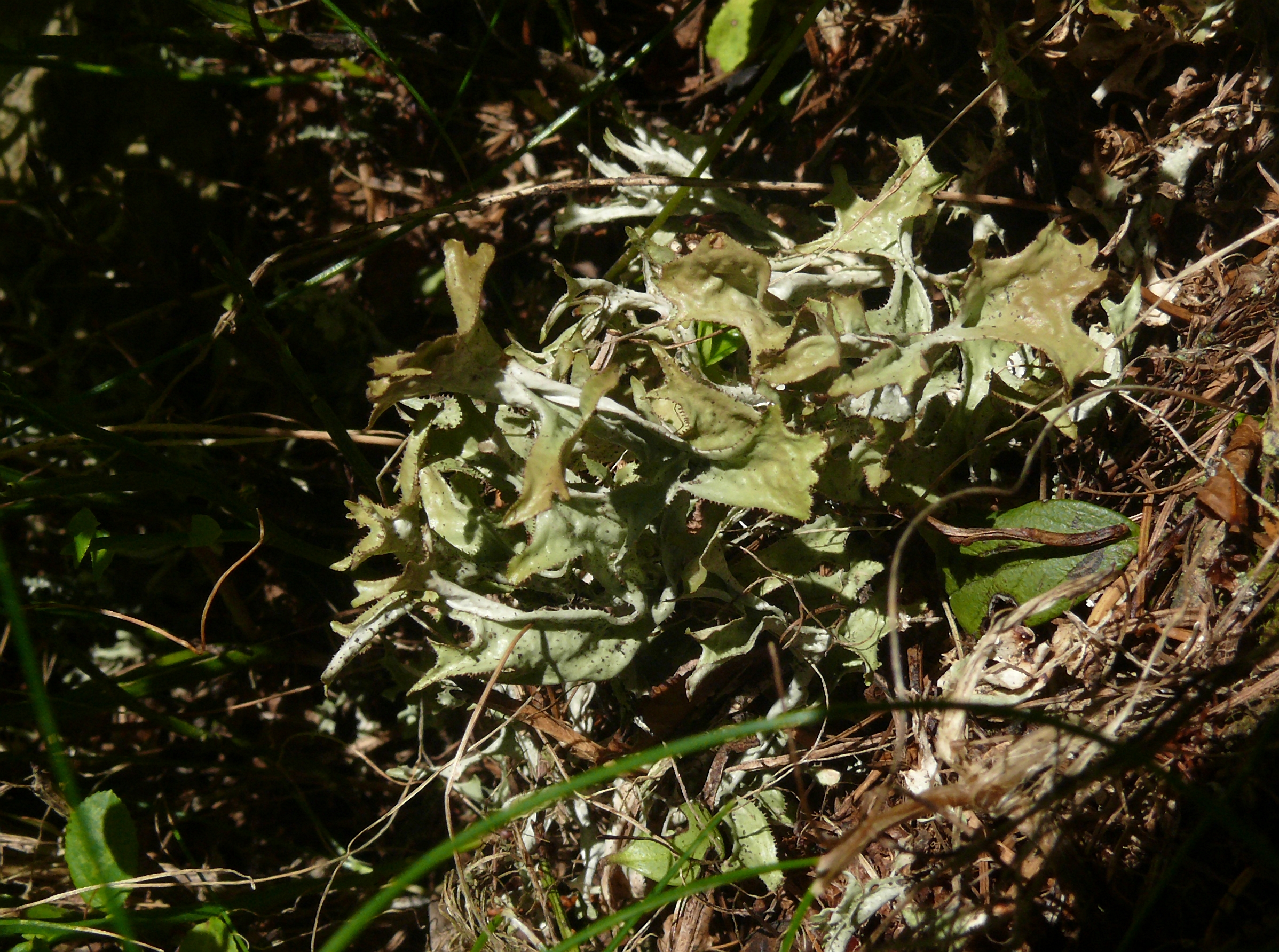
イタリア、Zillertaler Alpenで撮影
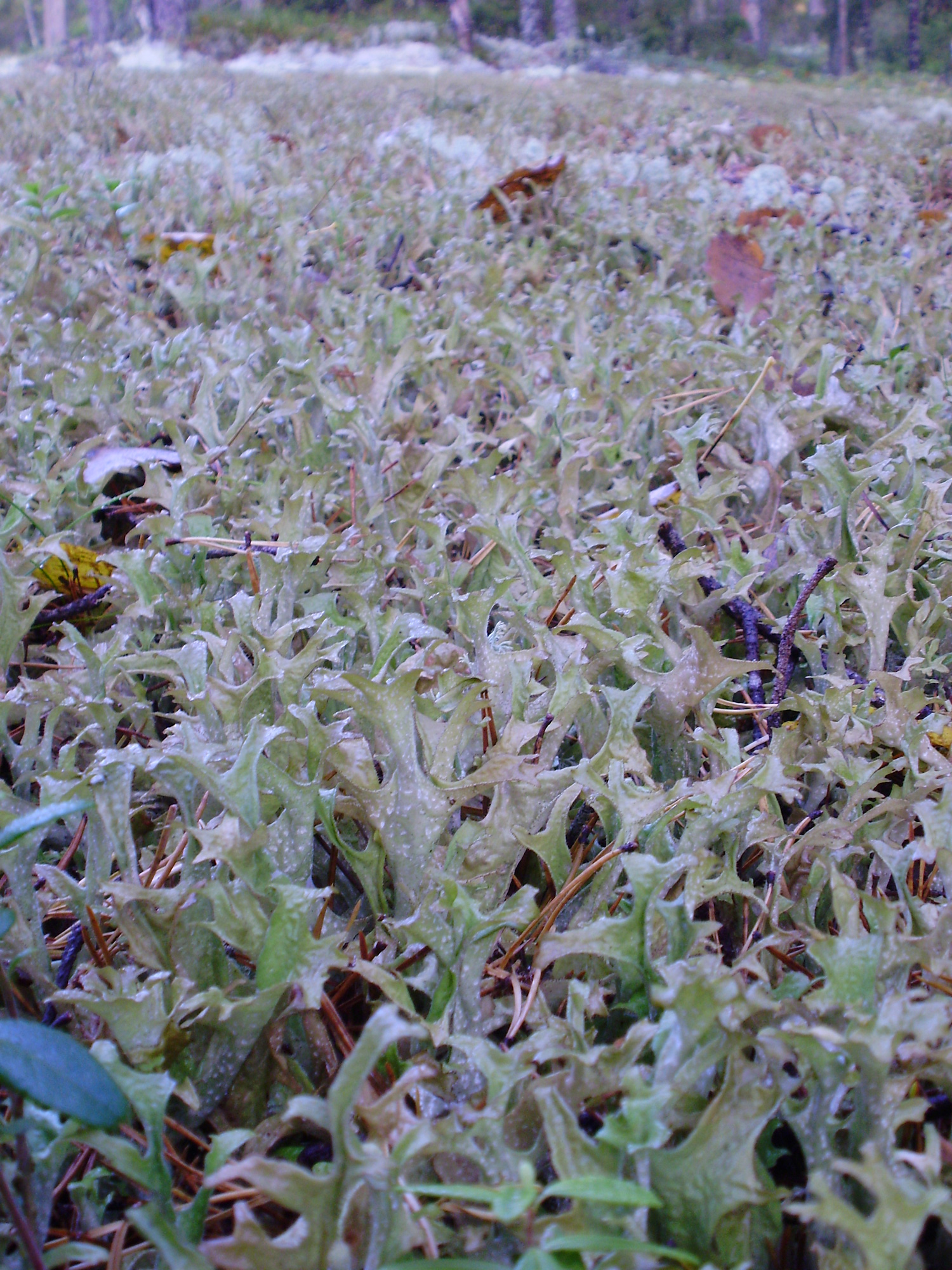
スウェーデン、ウップランド地方で地表を覆う本種